# Gersemia crassa
Gersemia crassa är en korallart som först beskrevs av Daniel Cornelius Danielssen 1887.  Gersemia crassa ingår i släktet Gersemia och familjen Nephtheidae. Inga underarter finns listade i Catalogue of Life.